# Laimjala
Laimjala (německy Laimjall) je vesnice v estonském kraji Saaremaa, patřící do samosprávné obce Saaremaa.